# Hippotis brevipes
Hippotis brevipes är en måreväxtart som beskrevs av Richard Spruce och Karl Moritz Schumann. Hippotis brevipes ingår i släktet Hippotis och familjen måreväxter. Inga underarter finns listade i Catalogue of Life.